# Temporada da Indy Racing League de 1998
A Temporada da Indy Racing League de 1998 foi a terceira temporada da categoria, que começou no dia 24 de janeiro e foi encerrado em 11 de outubro. O campeão foi o sueco Kenny Bräck da equipe A. J. Foyt Enterprises.

## Calendário
| Prova | Nome da corrida       | Circuito                         | Local        | Data           |
| ----- | --------------------- | -------------------------------- | ------------ | -------------- |
| 1     | Indy 200              | Walt Disney World Speedway       | Bay Lake     | 24 de janeiro  |
| 2     | Dura-Lube 200         | Phoenix International Raceway    | Avondale     | 22 de março    |
| 3     | 82nd Indianapolis 500 | Indianapolis Motor Speedway      | Speedway     | 24 de maio     |
| 4     | True Value 500        | Texas Motor Speedway             | Fort Worth   | 6 de junho     |
| 5     | New England 200       | New Hampshire Motor Speedway     | Loudon       | 28 de junho    |
| 6     | Pep Boys 400K         | Dover International Speedway     | Dover        | 19 de julho    |
| 7     | Visionaire 500K       | Lowe's Motor Speedway            | Concord      | 25 de julho    |
| 8     | Radisson 200          | Pikes Peak International Raceway | Fountain     | 16 de agosto   |
| 9     | Atlanta 500 Classic   | Atlanta Motor Speedway           | Hampton      | 29 de agosto   |
| 10    | Lone Star 500         | Texas Motor Speedway             | Fort Worth   | 20 de setembro |
| 11    | Las Vegas 500K        | Las Vegas Motor Speedway         | Clark County | 11 de outubro  |

- Circuitos ovais
- Circuitos de rua temporários
- Circuitos mistos permanentes

## Pilotos e Equipes
| Equipe                         | Chassis       | Motor             | Pneu | Nº | Pilotos              | Corridas      |
| ------------------------------ | ------------- | ----------------- | ---- | -- | -------------------- | ------------- |
| A. J. Foyt Enterprises         | Dallara       | Oldsmobile Aurora | G    | 11 | Billy Boat           | 1-5, 8-11     |
| A. J. Foyt Enterprises         | Dallara       | Oldsmobile Aurora | G    | 11 | Greg Ray             | 6-7           |
| A. J. Foyt Enterprises         | Dallara       | Oldsmobile Aurora | G    | 14 | Kenny Bräck          | Todas         |
| Beck Motorsports               | Dallara       | Nissan Infiniti   | F    | 54 | Hideshi Matsuda      | 3             |
| Blueprint Racing               | Dallara       | Oldsmobile Aurora | F    | 27 | Robbie Groff         | 1             |
| Blueprint Racing               | Dallara       | Oldsmobile Aurora | F    | 27 | Billy Roe            | 4             |
| Blueprint Racing               | Dallara       | Oldsmobile Aurora | F    | 27 | Claude Bourbonnais   | 3             |
| Bradley Motorsports            | G-Force       | Oldsmobile Aurora | G    | 12 | Buzz Calkins         | 1-5, 8        |
| Bradley Motorsports            | Dallara       | Oldsmobile Aurora | G    | 12 | Buzz Calkins         | 9-11          |
| Byrd-Cunningham Racing         | G-Force       | Oldsmobile Aurora | F    | 10 | Mike Groff           | 1-3           |
| Byrd-Cunningham Racing         | G-Force       | Oldsmobile Aurora | F    | 10 | John Paul Jr.        | 4-11          |
| Cahill Racing                  | G-Force       | Oldsmobile Aurora | F    | 98 | Donnie Beechler (R)  | 3-5           |
| Cahill Racing                  | Dallara       | Oldsmobile Aurora | F    | 98 | Donnie Beechler (R)  | 7-11          |
| Chastain Motorsports           | G-Force       | Oldsmobile Aurora | G    | 77 | Stéphan Grégoire     | 1-4, 6, 8, 11 |
| Chastain Motorsports           | Dallara       | Oldsmobile Aurora | G    | 77 | Stéphan Grégoire     | 5, 7, 9-10    |
| Chitwood Motorsports           | Dallara       | Oldsmobile Aurora | G    | 17 | Brian Tyler (R)      | 1-2           |
| Chitwood Motorsports           | Dallara       | Oldsmobile Aurora | G    | 17 | Andy Michner (R)     | 3             |
| Cobb Racing                    | G-Force       | Oldsmobile Aurora | G    | 23 | Paul Durant          | 2             |
| Cobb Racing                    | G-Force       | Oldsmobile Aurora | G    | 23 | Paul Durant          | 3             |
| Cobb Racing                    | G-Force       | Oldsmobile Aurora | F    | 23 | Jim Guthrie          | 6-7           |
| Cobb Racing                    | G-Force       | Nissan Infiniti   | F    | 23 | Roberto Guerrero     | 8-11          |
| Crest Racing/SRS Racing        | G-Force       | Nissan Infiniti   | F    | 40 | Jack Miller          | 1, 3-11       |
| Hemelgarn Racing               | Dallara       | Oldsmobile Aurora | G    | 9  | Johnny Unser         | 3             |
| Hemelgarn Racing               | Dallara       | Oldsmobile Aurora | G    | 91 | Buddy Lazier         | Todas         |
| Immke Racing                   | Dallara       | Oldsmobile Aurora | G    | 40 | Tyce Carlson         | 1-2           |
| ISM Racing                     | G-Force       | Oldsmobile Aurora | G    | 35 | Jeff Ward            | Todas         |
| ISM Racing                     | G-Force       | Oldsmobile Aurora | G    | 53 | Jim Guthrie          | 3             |
| ISM Racing                     | G-Force       | Oldsmobile Aurora | G    | 55 | Steve Knapp (R)      | 3             |
| Kelley Racing                  | Dallara       | Oldsmobile Aurora | G    | 8  | Scott Sharp          | Todas         |
| Kelley Racing                  | Dallara       | Oldsmobile Aurora | G    | 28 | Mark Dismore         | Todas         |
| Knapp Motorsports/Genoa Racing | Dallara       | Oldsmobile Aurora | F    | 97 | Greg Ray             | 1-4, 9-11     |
| Liberty Racing                 | G-Force       | Oldsmobile Aurora | F    | 29 | Joe Gosek            | 3             |
| LP Racing/PCI                  | Dallara       | Oldsmobile Aurora | F    | 66 | Scott Harrington (R) | 3             |
| LP Racing/PCI                  | Dallara       | Oldsmobile Aurora | F    | 99 | Sam Schmidt          | Todas         |
| Mann Motorsports               | Dallara       | Oldsmobile Aurora | G    | 24 | Dan Drinan (R)       | 3             |
| McCormack Motorsports          | G-Force       | Oldsmobile Aurora | G    | 30 | Raul Boesel          | Todas         |
| Metro Racing                   | Riley & Scott | Oldsmobile Aurora | G    | 19 | Stan Wattles         | 1, 3-5, 9-11  |
| Nienhouse Motorsports          | G-Force       | Oldsmobile Aurora | G    | 6  | Davey Hamilton       | 1-6, 8        |
| Nienhouse Motorsports          | Dallara       | Oldsmobile Aurora | G    | 6  | Davey Hamilton       | 7, 9-11       |
| Pagan Racing                   | Dallara       | Oldsmobile Aurora | G    | 21 | Roberto Guerrero     | 1-4           |
| Pagan Racing                   | Dallara       | Oldsmobile Aurora | G    | 21 | Stevie Reeves (R)    | 7             |
| Panther Racing                 | G-Force       | Oldsmobile Aurora | G    | 4  | Scott Goodyear       | Todas         |
| Panther Racing                 | G-Force       | Oldsmobile Aurora | G    | 43 | Dave Steele (R)      | 10-11         |
| PDM Racing                     | G-Force       | Oldsmobile Aurora | G    | 18 | John Paul Jr.        | 1-2           |
| PDM Racing                     | G-Force       | Oldsmobile Aurora | G    | 18 | Jack Hewitt          | 3, 5          |
| PDM Racing                     | G-Force       | Oldsmobile Aurora | G    | 18 | Steve Knapp (R)      | 6, 8-11       |
| PDM Racing                     | G-Force       | Oldsmobile Aurora | G    | 18 | Tyce Carlson         | 7             |
| Phoenix Racing                 | G-Force       | Oldsmobile Aurora | F    | 16 | Marco Greco          | Todas         |
| R & S Cars                     | Riley & Scott | Oldsmobile Aurora | G    | 15 | Eliseo Salazar       | 1-2, 4-5      |
| R & S Cars                     | Riley & Scott | Oldsmobile Aurora | G    | 15 | Eliseo Salazar       | 3             |
| R & S Cars                     | Riley & Scott | Oldsmobile Aurora | G    | 15 | Scott Harrington (R) | 6             |
| R & S Cars                     | Riley & Scott | Oldsmobile Aurora | G    | 15 | Andy Michner (R)     | 7-10          |
| R & S Cars                     | Riley & Scott | Oldsmobile Aurora | G    | 15 | Jim Guthrie          | 11            |
| RSM Marko                      | Dallara       | Oldsmobile Aurora | F    | 22 | Dave Steele (R)      | 2             |
| Sinden Racing                  | Dallara       | Oldsmobile Aurora | F    | 44 | J. J. Yeley (R)      | 2-3           |
| Sinden Racing                  | Dallara       | Nissan Infiniti   | F    | 44 | J. J. Yeley (R)      | 4-5, 9        |
| Sinden Racing                  | Dallara       | Nissan Infiniti   | F    | 44 | Jimmy Kite           | 7             |
| Team Cheever                   | Dallara       | Oldsmobile Aurora | G    | 51 | Eddie Cheever        | Todas         |
| Team Cheever                   | Dallara       | Oldsmobile Aurora | G    | 52 | Robby Unser (R)      | 5             |
| Team Cheever                   | G-Force       | Oldsmobile Aurora | G    | 52 | Robby Unser (R)      | 3-4, 6, 8-11  |
| Team Menard                    | G-Force       | Oldsmobile Aurora | F    | 1  | Tony Stewart         | 1-2, 6        |
| Team Menard                    | Dallara       | Oldsmobile Aurora | F    | 1  | Tony Stewart         | 3-5, 7-11     |
| Team Menard                    | G-Force       | Oldsmobile Aurora | F    | 3  | Robbie Buhl          | 1             |
| Team Menard                    | Dallara       | Oldsmobile Aurora | F    | 3  | Robbie Buhl          | 2-5, 8-11     |
| Team Pelfrey                   | Dallara       | Oldsmobile Aurora | F    | 81 | John Paul Jr.        | 3             |
| Team Pelfrey                   | Dallara       | Oldsmobile Aurora | F    | 81 | Tyce Carlson         | 4             |
| Team Pelfrey                   | Dallara       | Oldsmobile Aurora | F    | 81 | Brian Tyler (R)      | 5-11          |
| Team Pelfrey                   | G-Force       | Nissan Infiniti   | G    | 90 | Lyn St. James        | 3             |
| Team Scandia                   | Dallara       | Oldsmobile Aurora | G    | 7  | Jimmy Kite           | 1-3           |
| Team Scandia                   | Dallara       | Oldsmobile Aurora | G    | 33 | Billy Roe            | 3             |
| Treadway Racing                | G-Force       | Oldsmobile Aurora | F    | 5  | Arie Luyendyk        | 1-10          |
| Treadway Racing                | G-Force       | Oldsmobile Aurora | G    | 5  | Arie Luyendyk        | 11            |

- (R) - Rookie
- Pilotos que disputaram todas as corridas
- Pilotos que disputaram parcialmente a temporada
- Corridas em que o piloto não se qualificou

## Resultados
| #  | Corrida       | Pole Position | Líder por mais voltas | Vencedor       | Equipe          | Descrição |
| -- | ------------- | ------------- | --------------------- | -------------- | --------------- | --------- |
| 1  | Walt Disney   | Tony Stewart  | Tony Stewart          | Tony Stewart   | Menard          | Descrição |
| 2  | Phoenix       | Jeff Ward     | Tony Stewart          | Scott Sharp    | Kelley          | Descrição |
| 3  | Indianápolis  | Billy Boat    | Eddie Cheever         | Eddie Cheever  | Cheever         | Descrição |
| 4  | Texas 1       | Tony Stewart  | Billy Boat            | Billy Boat     | A. J. Foyt      | Descrição |
| 5  | New Hampshire | Billy Boat    | Tony Stewart          | Tony Stewart   | Menard          | Descrição |
| 6  | Dover         | Tony Stewart  | Scott Sharp           | Scott Sharp    | Kelley          | Descrição |
| 7  | Charlotte     | Tony Stewart  | Kenny Bräck           | Kenny Bräck    | A. J. Foyt      | Descrição |
| 8  | Colorado      | Billy Boat    | Jeff Ward             | Kenny Bräck    | A. J. Foyt      | Descrição |
| 9  | Atlanta       | Billy Boat    | Scott Goodyear        | Kenny Bräck    | A. J. Foyt      | Descrição |
| 10 | Texas 2       | Billy Boat    | Tony Stewart          | John Paul, Jr. | Byrd-Cunningham | Descrição |
| 11 | Las Vegas     | Billy Boat    | Arie Luyendyk         | Arie Luyendyk  | Treadway        | Descrição |

## Pontuação
| Pos | Piloto           | DIS   | PHO | IND | TX1   | NHP | DOV | CHA | COL | ATL | TX2 | LSV | Pts |
| --- | ---------------- | ----- | --- | --- | ----- | --- | --- | --- | --- | --- | --- | --- | --- |
| 1   | Bräck            | 13    | 14  | 6   | 3     | 18  | 10  | 1   | 1   | 1   | 5   | 10  | 332 |
| 2   | Hamilton         | 3     | 26  | 4   | 7     | 4   | 4   | 7   | 5   | 2   | 9   | 19  | 292 |
| 3   | Stewart          | 1     | 2   | 33  | 14    | 1   | 8   | 21  | 3   | 5   | 20  | 14  | 289 |
| 4   | Sharp            | 6     | 1   | 16  | 5     | 3   | 1   | 18  | 11  | 18  | 23  | 12  | 272 |
| 5   | B. Lazier        | 15    | 28  | 2   | 11    | 7   | 2   | 13  | 7   | 17  | 6   | 3   | 262 |
| 6   | Ward             | 2     | 5   | 13  | 17    | 22  | 19  | 2   | 20  | 6   | 3   | 21  | 252 |
| 7   | Goodyear         | 17    | 6   | 24  | 4     | 2   | 6   | 3   | 18  | 4   | 22  | 22  | 244 |
| 8   | Luyendyk         | 8     | 24  | 20  | 13    | 5   | 9   | 4   | 22  | 8   | 28  | 1   | 227 |
| 9   | Cheever          | 24    | 10  | 1   | 26    | 9   | 16  | 20  | 8   | 3   | 25  | 5   | 222 |
| 10  | Greco            | 27    | 20  | 14  | 8     | 13  | 3   | 5   | 6   | 13  | 16  | 8   | 219 |
| 11  | Paul Jr.         | 10    | 19  | 7   | 16[1] | 26  | 21  | 6   | 15  | 23  | 1   | 4   | 216 |
| 12  | Grégoire         | 4     | 4   | 17  | 25    | 24  | 5   | 8   | 4   | 20  | 26  | 17  | 201 |
| 13  | Boat             | 21    | 3   | 23  | 1     | 21  |     |     | 9   | 12  | 14  | 26  | 194 |
| 14  | Schmidt          | 9     | 7   | 26  | 18    | 12  | 17  | 14  | 13  | 15  | 27  | 2   | 186 |
| 15  | Dismore          | 5     | 16  | 27  | 21    | 8   | 18  | 15  | 19  | 7   | 10  | 15  | 180 |
| 16  | R. Unser         |       |     | 5   | 9     | 11  | 11  |     | 12  | 16  | 2   | 16  | 176 |
| 17  | Buhl             | 20    | 12  | 31  | 6     | 10  |     |     | 2   | 11  | 7   | 7   | 174 |
| 18  | Tyler            | 19    | 17  |     |       | 14  | 12  | 16  | 16  | 21  | 13  | 6   | 140 |
| 19  | Calkins          | 14    | 9   | 10  | 15    | 15  |     |     | 24  | 28  | 11  | 11  | 134 |
| 20  | Boesel           | 18    | 8   | 19  | 28    | 19  | 14  | 24  | 25  | 10  | 17  | 18  | 132 |
| 21  | Ray              | 25    | 11  | 18  | 2     |     | 15  | 17  |     | 24  | 21  | 25  | 128 |
| 22  | Knapp            |       |     | 3   |       |     | 13  |     | 14  | 14  | 18  | 9   | 118 |
| 23  | Miller           | 23    | NQ  | 21  | 22    | 16  | 20  | 9   | 23  | 27  | 12  | 28  | 100 |
| 24  | Michner          |       |     | 8   |       |     |     | 12  | 17  | 9   | 15  |     | 92  |
| 25  | Wattles          | 22    | NQ  | 28  | 10    | 17  |     |     |     | 26  | 8   | 13  | 88  |
| 26  | Guerrero         | 26    | 27  | 22  | 24    |     |     |     | 21  | 19  | 4   | 20  | 83  |
| 27  | Carlson          | 11    | 13  | NQ  | 12    |     |     | 11  |     |     |     |     | 73  |
| 28  | Beechler         |       |     | 32  | 27    | 20  |     | 19  | 10  | 22  | 19  | 23  | 71  |
| 29  | Salazar          | 12    | 23  | NQ  | 23    | 6   | NL  |     |     |     |     |     | 60  |
| 30  | M. Groff         | 7[2]  | 15  | 15  | SB[1] |     |     |     |     |     |     |     | 56  |
| 31  | Kite             | 16    | 18  | 11  |       |     |     | 23  |     |     |     |     | 52  |
| 32  | Yeley            |       | 25  | 9   | 19    | 23  |     |     |     | 25  |     |     | 50  |
| 33  | Guthrie          | NQ    | NQ  | 29  |       |     | 7   | 22  |     |     |     | 24  | 41  |
| 34  | Hewitt           |       |     | 12  |       | 25  |     |     |     |     |     |     | 23  |
| 35  | Reeves           |       |     |     |       |     |     | 10  |     |     |     |     | 20  |
| 36  | Steele           |       | 22  |     |       |     |     |     |     |     | 24  | 27  | 17  |
| 37  | Roe              | NQ    |     | 30  | 20    |     |     |     |     |     |     |     | 11  |
| 38  | Durant           |       | 21  | NQ  |       |     |     |     |     |     |     |     | 9   |
| 39  | Harrington       |       |     | NQ  |       |     | 22  |     |     |     |     |     | 8   |
| 40  | J. Unser         |       |     | 25  |       |     |     |     |     |     |     |     | 5   |
| 41  | R. Groff         | 28    | NQ  |     |       |     |     |     |     |     |     |     | 2   |
| —   | Hollansworth Jr. | SB[2] |     |     |       |     |     |     |     |     |     |     | 0   |
| —   | Bourbonnais      |       |     | NQ  |       |     |     |     |     |     |     |     | 0   |
| —   | Drinan           |       |     | NQ  |       |     |     |     |     |     |     |     | 0   |
| —   | A. Giaffone      | NQ    |     |     |       |     |     |     |     |     |     |     | 0   |
| —   | Gosek            |       |     | NQ  |       |     |     |     |     |     |     |     | 0   |
| —   | Matsuda          |       |     | NQ  |       |     |     |     |     |     |     |     | 0   |
| —   | Ongais           |       |     | NQ  |       |     |     |     |     |     |     |     | 0   |
| —   | St. James        |       |     | NQ  |       |     |     |     |     |     |     |     | 0   |
| Pos | Piloto           | DIS   | PHO | IND | TX1   | NHP | DOV | CHA | COL | ATL | TX2 | LSV | Pts |

| Cor           | Resultado             |
| ------------- | --------------------- |
| Ouro          | Vencedor              |
| Prata         | 2º lugar              |
| Bronze        | 3º lugar              |
| Verde         | 4º ao 5º lugar        |
| Azul          | 6º ao 10º lugar       |
| Roxo          | 11º lugar em diante   |
| Púrpura       | Não terminou          |
| Vermelho      | Não classificado (NQ) |
| Preto         | Desclassificado (DSQ) |
| Branco        | Não começou (NL)      |
| Marrom        | Substituído (S)       |
| Azul claro    | Apenas treino (AT)    |
| Sem cor       | Não participou        |
| Sem cor       | Lesionado (LES)       |
| Sem cor       | Excluído (EX)         |
|               |                       |
| Negrito       | Pole-position         |
| Itálico       | Líder por mais voltas |
| Rookie do ano |                       |
| Rookie        |                       |

Pontuação por prova
| Posição | 1  | 2  | 3  | 4  | 5  | 6  | 7  | 8  | 9  | 10 | 11 | 12 | 13 | 14 | 15 | 16 | 17 | 18 | 19 | 20 | 21 | 22 | 23 | 24 | 25 | 26 | 27 | 28 | 29 | 30 | 31 | 32 | 33 | VL | PP | P2 | P3 |
| ------- | -- | -- | -- | -- | -- | -- | -- | -- | -- | -- | -- | -- | -- | -- | -- | -- | -- | -- | -- | -- | -- | -- | -- | -- | -- | -- | -- | -- | -- | -- | -- | -- | -- | -- | -- | -- | -- |
| Pontos  | 50 | 40 | 35 | 32 | 30 | 28 | 26 | 24 | 22 | 20 | 19 | 18 | 17 | 16 | 15 | 14 | 13 | 12 | 11 | 10 | 9  | 8  | 7  | 6  | 5  | 4  | 3  | 2  | 1  | 1  | 1  | 1  | 1  | 2  | 3  | 2  | 1  |

Notas
- 1 ^ Mike Groff foi substituído por John Paul Jr..[1]
- 2 ^ John Hollansworth Jr. foi substituído por Mike Groff.[2]

## Predefinição:Susbt:Ligações externas
- «Página oficial da IndyCar» (em inglês)